# V聯賽 (越南共和國)
V聯賽是越南共和國最高級別的足球聯賽，成立於1960年，1975年因西貢淪陷解散，後被南越足球聯賽取代。

## 歷屆冠軍
以下為歷屆聯賽冠軍：
- 1961-62：海關
- 1963-65：未知
- 1966：海關
- 1967：警察
- 1968-75：未知